# أولاد حمو (ميات)
أولاد حمو هي إحدى مشيخات المملكة المغربية، تتبع جغرافيا لإقليم قلعة السراغنة وإداريًا لميات. يقدر عدد سكانها بـ 19051 نسمة حسب الإحصاء الرسمي للسكان والسكنى لسنة 2004.